# Waverley (parish i Surrey)
Waverley var en civil parish från 1858 till 1894 då den blev en del av Farnham Rural, i grevskapet Surrey, i England. Civil parish var belägen 13 km från Guildford och hade 51 invånare år 1891.